# Faro di Capo Focardo
Il faro di Capo Focardo è un faro marittimo del canale di Piombino che si trova all'estremità nord-orientale del territorio comunale di Capoliveri, presso la struttura difensiva di forte Focardo.

## Storia
Il faro, inaugurato nel 1863 per l'illuminazione del tratto costiero di Porto Azzurro, venne edificato lungo la cortina muraria settentrionale del forte di epoca seicentesca, sull'omonimo promontorio che chiude a sud-est la baia di Porto Azzurro.

## Architettura
Ad alimentazione elettrica e ad ottica fissa, la luce è prodotta da una lampada alogena da 1000 W con tre lampi bianchi ogni 15 secondi della portata di 16 miglia nautiche, mentre una lampada LABI di riserva da 100 W con portata di 11 miglia nautiche è in dotazione all'infrastruttura semaforica in caso di guasto della lampada principale.
L'infrastruttura è costituita da una torre a sezione ottagonale, con galleria interna e pareti in pietra calcarea rosa, addossata sul lato meridionale al fabbricato della Marina Militare. Sulla sommità della torre poggia il basamento circolare del tiburio della lanterna metallica.